# Alexis & Fido
Alexis & Fido egy Latin Grammy jelölt Puerto Ricó-i reggaetón duó, valamint a Wild Dogz kiadó tulajdonosai.

## Zenei karrier
Raúl Alexis Ortiz és Joel Fido Martínez az évek során Alexis & Fido néven váltak híressé a reggaetón zene világában. Az utóbbi öt év során négy stúdiólemezük jelent meg, és több válogatásalbumra is készítettek számokat, növelve ezzel a hírnevüket a műfajon belül. Valójában tehetséges kezdő előadóból váltak nagyon piacképes szupersztárokká. Habár a kamaszéveiktől kezdve foglalkoztak a műfajjal, a nemzetközi sikert a 2005-ös év hozta meg a duó számára. Első albumuk, a The pitbulls címmel megjelent lemez a negyedik helyen debütált a Billboard Top Latin Albums listáján, melyből világszerte több, mint 200,000 példány kelt el. Debütáló kislemezük Eso ehh...!! címmel jelent meg, és a Billboard Hot Latin Singles lista első tíz helyén maradt 10 egymást követő héten keresztül.
És ez csak a kezdet... 2006-ban megjelent a duó második lemeze Los reyes del perreo névvel, mely egy válogatásalbum. Tartalmazza a duó legjobb, táncolható számait, valamint a műfaj történetének legemlékezetesebb válogatásalbumaira készített dalaikat.
Egy évvel később, a duó visszatért egy még erősebb hangzással. Harmadik stúdióalbumok megjelenése előtt szerepeltek a reggaetón-középpontú "Feel The Noise" (Érezd a ritmust) című filmben. 2007-ben jelent meg harmadik lemezük Sobrenatural címmel. Az albumból világszerte több, mint 100,000 példány kelt el.
Az duó negyedik albumának készítése már 2008 közepén kezdetét vette, de a promócióra szánt első kislemez nem hozta meg a várt sikert, így az album késett. A Down to earth címet viselő album kiadására 2009. március 31-én került sor.
A duó az évek során olyan híres reggaetón előadókkal dolgozott együtt, mint Wisin & Yandel, Don Omar, Héctor "El Father", Baby Rasta, Voltio, valamint Arcángel & De La Ghetto.

## Diszkográfia
- 2005: The pitbulls
- 2006: Los reyes del perreo
- 2007: Sobrenatural
- 2009: Down to earth
- 2011: Perreología
- 2014: La Esencia
- 2020: La Escuela
- 2021: Barrio canino: parte 1
- 2022: Barrio canino: parte 2